# Dinastija Kasniji Tang
 Ovo je glavno značenje pojma Dinastija Kasniji Tang. Za druga značenja pogledajte Ovo je članak o državi/dinastiji iz razdoblja Pet dinastija. Za državu iz razdoblja Šesnaest kraljevstava v. Kasniji Liang; za Južnu dinastiju v. Dinastija Liang..
Dinastija Kasniji Tang (kineski: 後唐 / 后唐, pinyin: Hòu Táng) bila je kratkotrajna dinastija kineskih careva iz turkijskog naroda Shatuo koja je vladala sjevernom Kinom od 923. do 937. godine, odnosno druga od tzv. „Pet dinastija” koje su se izredale nakon propasti dinastije Tang.
Njen praosnivač je bio Li Keyong, Shatuo vojskovođa u službi dinastije Tang, koji je kao gospodar rata oko 895. godine uspio ishoditi status princa od Jina, odnosno stvoriti državu u državi u današnjoj pokrajini Shanxi. Li Keyongov glavni suparnik bio je Zhu Quanzhong koji je 907. svrgnuo posljednjeg cara dinastije Tang, te se proglasio carem nove dinastije Kasniji Liang. Li Keyong je to odbio priznati, te je njegovo područje, poznato kao Država Jin, funkcioniralo kao neovisna država. 
Godine 923., Li Keyongov sin, Li Cunxu, je iskoristio slabost Kasnijeg Lianga kako bi pokrenuo veliki pohod u kome je svrgnut Zhu Quanzhongov sin Zhu Zhen. Li Cunxu se tada proglasio novim carem, a svoju dinastiju je prozvao „Kasniji Tang”, nastojeći sebe prikazati kao legitimnog nasljednika dinastije Tang i tako uspostaviti vlast nad cijelom njezinom teritoriju. Na samom početku se činilo da će u tome uspjeti; vlast je proširena na sjever prema današnjem Pekingu, dok je 925. u današnjoj pokrajini Sečuan uništena odmetnuta država Raniji Shu. Međutim, već 926. god. Li Cunxu je pao kao žrtva pobune časnika, što je označilo početak nestabilnosti koja će mučiti dinastiju.
Godine 934., Sečuan se opet odvrgnuo i stvorena je država Kasniji Shu. Tri godine kasnije, posljednjeg cara Li Congkea, je svrgnuo Shatuo časnik Shi Jingtang kojemu su pri tome pomogli Kitani iz dinastije Liao. Shi Jingtang je osnovao novu dinastiju poznatu kao Kasniji Jin.

## Vladari
| Hramsko ime                             | Postumno ime  | Prezime i osobno ime                | Godine vladavine | Prijestolno ime s godinama trajanja                       |
| --------------------------------------- | ------------- | ----------------------------------- | ---------------- | --------------------------------------------------------- |
| Konvencionalno kineski: prezime, pa ime |               |                                     |                  |                                                           |
| Zhuāngzōng (莊宗)                       | ne koristi se | Lǐ Cúnxù (李存勗)                   | 923. – 926.      | Tóngguāng (同光) 923. – 926.                              |
| Míngzōng (明宗)                         | ne koristi se | Lǐ Sìyuán (李嗣源) or Lǐ Dǎn (李亶) | 926. – 933.      | Tiānchéng (天成) 926. – 930. Chángxīng (長興) 930. – 933. |
| nema                                    | Mǐn (閔)      | Lǐ Cónghòu (李從厚)                 | 933. – 934.      | Yìngshùn (應順) 933. – 934.                               |
| nema                                    | Mòdì (末帝)   | Lǐ Cóngkē (李從珂)                  | 934. – 937.      | Qīngtaì (清泰) 934. – 937.                                |